# دنیس اروین
دنیس جوزف اروین (به ایرلندی: Denis Joseph Irwin) بازیکن بازنشسته فوتبال و اهل ایرلند است. او در پست مدافع کناری بازی می‌کرد.
وی عضوی از منچستریونایتد 1998-99 بود که با این تیم به مقام قهرمانی لیگ برتر رسید و در آن سال ها دفاع چپ بود .